# Старе Котяково
Старе Котя́ково (рос. Старое Котяково, чув. Кивĕ Катек) — присілок у складі Батиревського району Чувашії, Росія. Входить до складу Новоахпердінського сільського поселення.
Населення — 601 особа (2010; 616 у 2002).
Національний склад:
- чуваші — 98 %